# Ringsted Å
Ringsted Å är ett vattendrag i Danmark. Det ligger i regionen Region Själland, i den sydöstra delen av landet. Ringsted Å ligger på ön Sjælland och den mynnar i Suså.